# Communauté de communes du Val d'Ornois
La communauté de communes du Val d'Ornois  est une ancienne communauté de communes française, située dans le département de la Meuse et la région Grand Est.
La communauté, dont le siège social est à Gondrecourt-le-Château, a été créée le 1er janvier 2000.
Elle est dissoute le 31 décembre 2016 pour former la communauté de communes Haute Saulx et Perthois-Val d'Ornois avec la communauté de communes de la Haute Saulx et la communauté de communes de la Saulx et du Perthois.

## Composition
La communauté de communes regroupe 19 communes, représentant 4 675 habitants en 2011.
| Nom                            | Code Insee | Gentilé           | Superficie (km2) | Population (dernière pop. légale) | Densité (hab./km2) |
| ------------------------------ | ---------- | ----------------- | ---------------- | --------------------------------- | ------------------ |
| Gondrecourt-le-Château (siège) | 55215      | Gondrefiguriens   | 51,33            | 1 137 (2014)                      | 22                 |
| Abainville                     | 55001      | Abainvillois      | 13,67            | 301 (2014)                        | 22                 |
| Amanty                         | 55005      |                   | 11,17            | 43 (2014)                         | 3,8                |
| Badonvilliers-Gérauvilliers    | 55026      |                   | 21,03            | 140 (2014)                        | 6,7                |
| Baudignécourt                  | 55030      |                   | 6,28             | 68 (2014)                         | 11                 |
| Bonnet                         | 55059      |                   | 29,06            | 209 (2014)                        | 7,2                |
| Chassey-Beaupré                | 55104      |                   | 14,11            | 101 (2014)                        | 7,2                |
| Dainville-Bertheléville        | 55142      | Dainvillois       | 40,30            | 135 (2014)                        | 3,3                |
| Delouze-Rosières               | 55148      |                   | 15,08            | 125 (2014)                        | 8,3                |
| Demange-aux-Eaux               | 55150      | Dominacoiriens    | 24,86            | 508 (2014)                        | 20                 |
| Horville-en-Ornois             | 55247      |                   | 7,62             | 61 (2014)                         | 8                  |
| Houdelaincourt                 | 55248      | Houdelaincourtois | 16,07            | 320 (2014)                        | 20                 |
| Mauvages                       | 55327      | Malvagiens        | 21,11            | 286 (2014)                        | 14                 |
| Les Roises                     | 55436      |                   | 3,92             | 31 (2014)                         | 7,9                |
| Saint-Joire                    | 55459      | Saint-Georgiens   | 18,32            | 227 (2014)                        | 12                 |
| Tréveray                       | 55516      | Trévalgiens       | 17,18            | 598 (2014)                        | 35                 |
| Vaudeville-le-Haut             | 55534      |                   | 9,71             | 60 (2014)                         | 6,2                |
| Vouthon-Bas                    | 55574      |                   | 7,22             | 52 (2014)                         | 7,2                |
| Vouthon-Haut                   | 55575      | Vouthonnais       | 13,23            | 75 (2014)                         | 5,7                |

## Administration

### Présidence
| Période                                  | Période       | Identité        | Étiquette | Qualité                                       |
| ---------------------------------------- | ------------- | --------------- | --------- | --------------------------------------------- |
| Les données manquantes sont à compléter. |               |                 |           |                                               |
|                                          | 22 avril 2014 | Gilles Gauluet  |           | Maire de Chassey-Beaupré (depuis 2001)        |
| 22 avril 2014                            | En cours      | Stéphane Martin | UMP       | Maire de Gondrecourt-le-Château (depuis 2008) |